# Divorzio all'italiana
Divorzio all'italiana is een Italiaanse filmkomedie uit 1961 onder regie van Pietro Germi. Hij won met deze film de Oscar voor het beste originele scenario.

## Verhaal
Baron Ferdinando Cefalù wil scheiden van zijn vrouw om met zijn jonge nichtje te trouwen. Hij kan niet scheiden en tracht daarom zijn vrouw tot overspel aan te zetten. Op die manier kan hij haar vermoorden om zijn eer te verdedigen.

## Rolverdeling
| Acteur               | Personage          |
| -------------------- | ------------------ |
| Marcello Mastroianni | Ferdinando Cefalù  |
| Daniela Rocca        | Rosalia            |
| Stefania Sandrelli   | Angela             |
| Leopoldo Trieste     | Carmelo Patanè     |
| Angela Cardile       | Agnese             |
| Odoardo Spadaro      | Don Gaetano Cefalù |
| Margherita Girelli   | Sisina             |
| Lando Buzzanca       | Rosario Mulè       |
| Pietro Tordi         | Di Marzi           |
| Ugo Torrente         | Don Calogero       |